# اگنته جانسن
اگنته جانسن (به نروژی: Agnete Johnsen) (زاده ۴ ژوئیه ۱۹۹۴) خواننده نروژی است.
او در مسابقه آواز یوروویژن ۲۰۱۶ نماینده نروژ بود .